# Подъезд

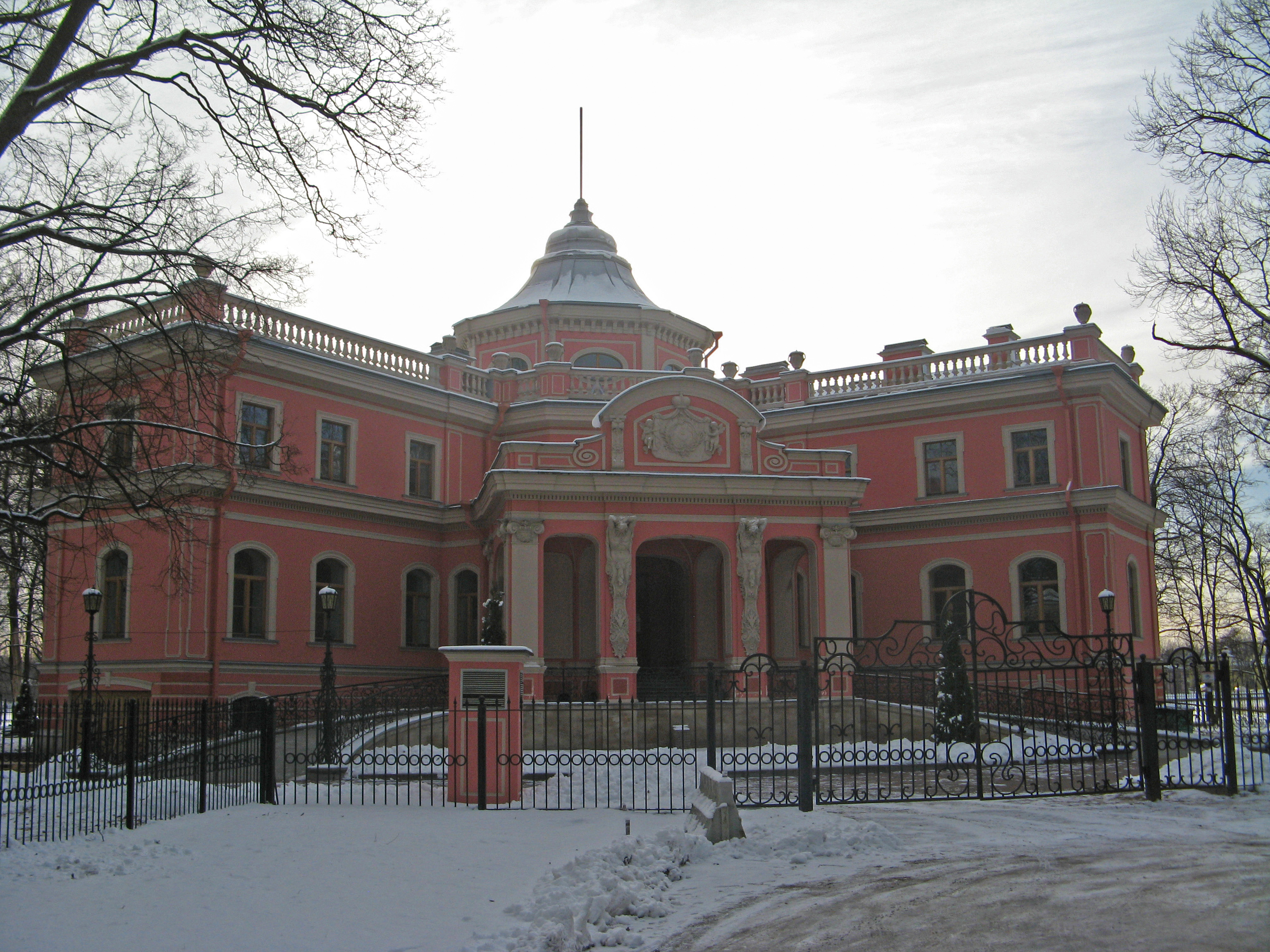
Подъезд усадьбы Белосельских-Белозерских

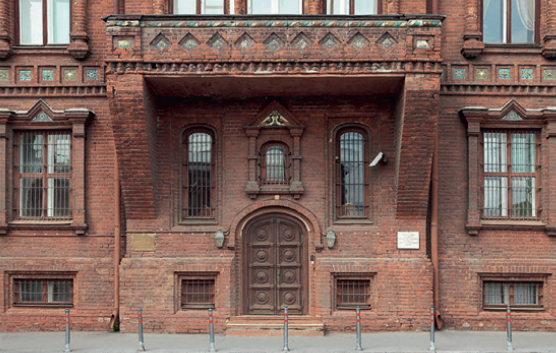
Подъезд особняка Цветкова

Подъезд — функциональный и конструктивный элемент строения, вход в многоквартирный дом. В общественных нежилых постройках роль подъезда играет вестибюль или фойе, а в частном доме — прихожая.
Составными элементами подъезда являются крыльцо-терраса с козырьком перед входной дверью, сама входная дверь, следующий за ней тамбур и небольшое помещение («лестничная клетка» или «холл»), ведущее к квартирам первого этажа, лифтам, лестницам на верхние этажи и в подвал. Во внутренней стороне подъезда могут располагаться почтовые ящики и быть оборудовано место для консьержа. В отличие от фойе или вестибюля, продолжительное пребывание посторонних людей в подъезде нежелательно, поэтому они снабжаются домофонами.
Русское слово «подъезд» не имеет точного перевода на английский язык, так как различные аспекты подъезда переводятся разными словами: entrance (вход), porch (крыльцо), section of the building (жильцы одного подъезда).

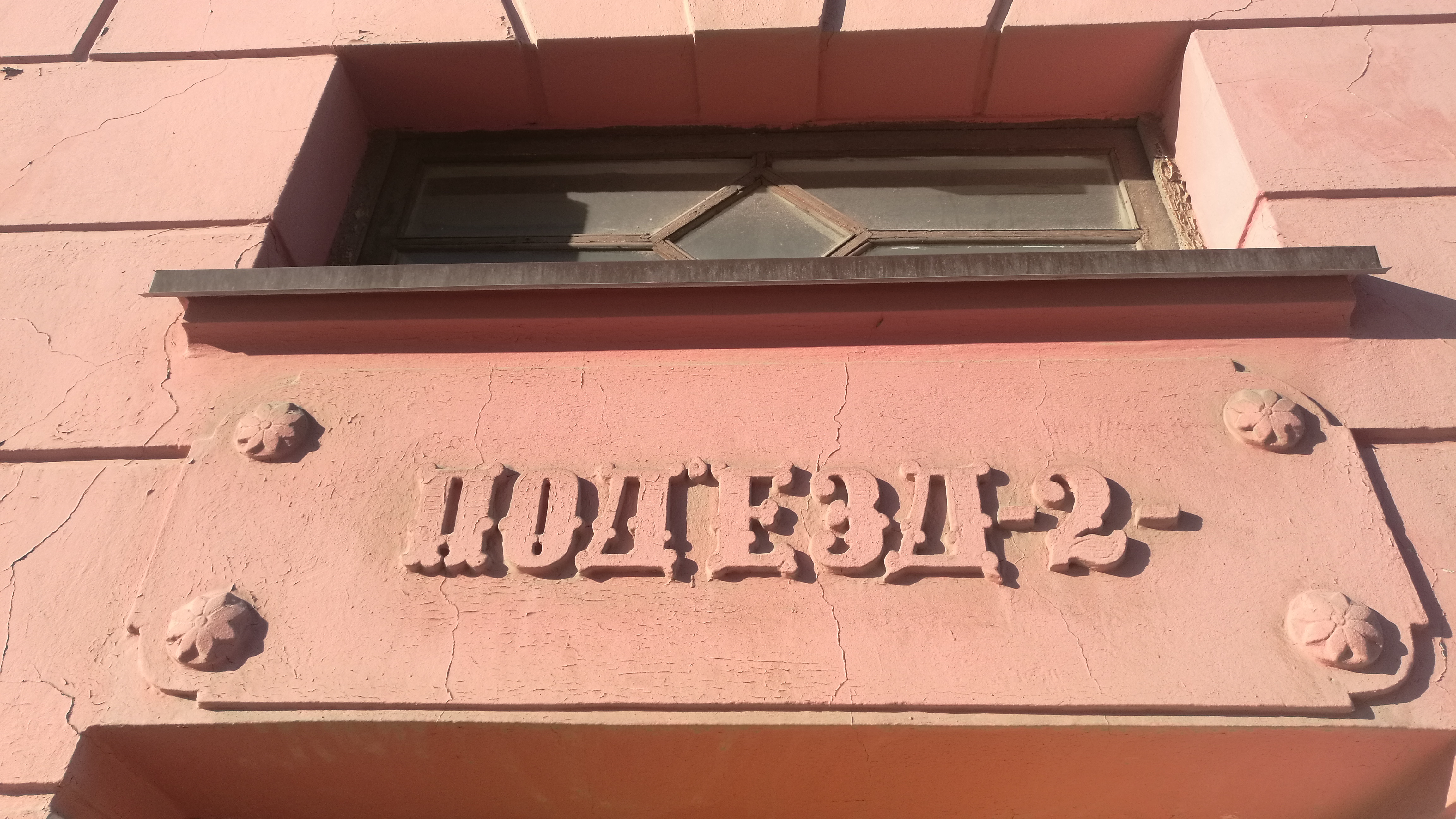
Надпись над подъездом в Тюмени

Главный подъезд дома называется парадным. Иногда синонимом подъезда выступает слово «лестница». В России в употреблении этих терминов имеются региональные различия.
Также, подъездом называется вся та часть многоподъездного дома, в которую данный вход ведёт. Номер подъезда иногда является составляющей адреса.